# Delias konokono
Delias konokono är en fjärilsart som beskrevs av Orr och Atuhiro Sibatani 1986. Delias konokono ingår i släktet Delias och familjen vitfjärilar. Inga underarter finns listade i Catalogue of Life.